# Tergicristallo

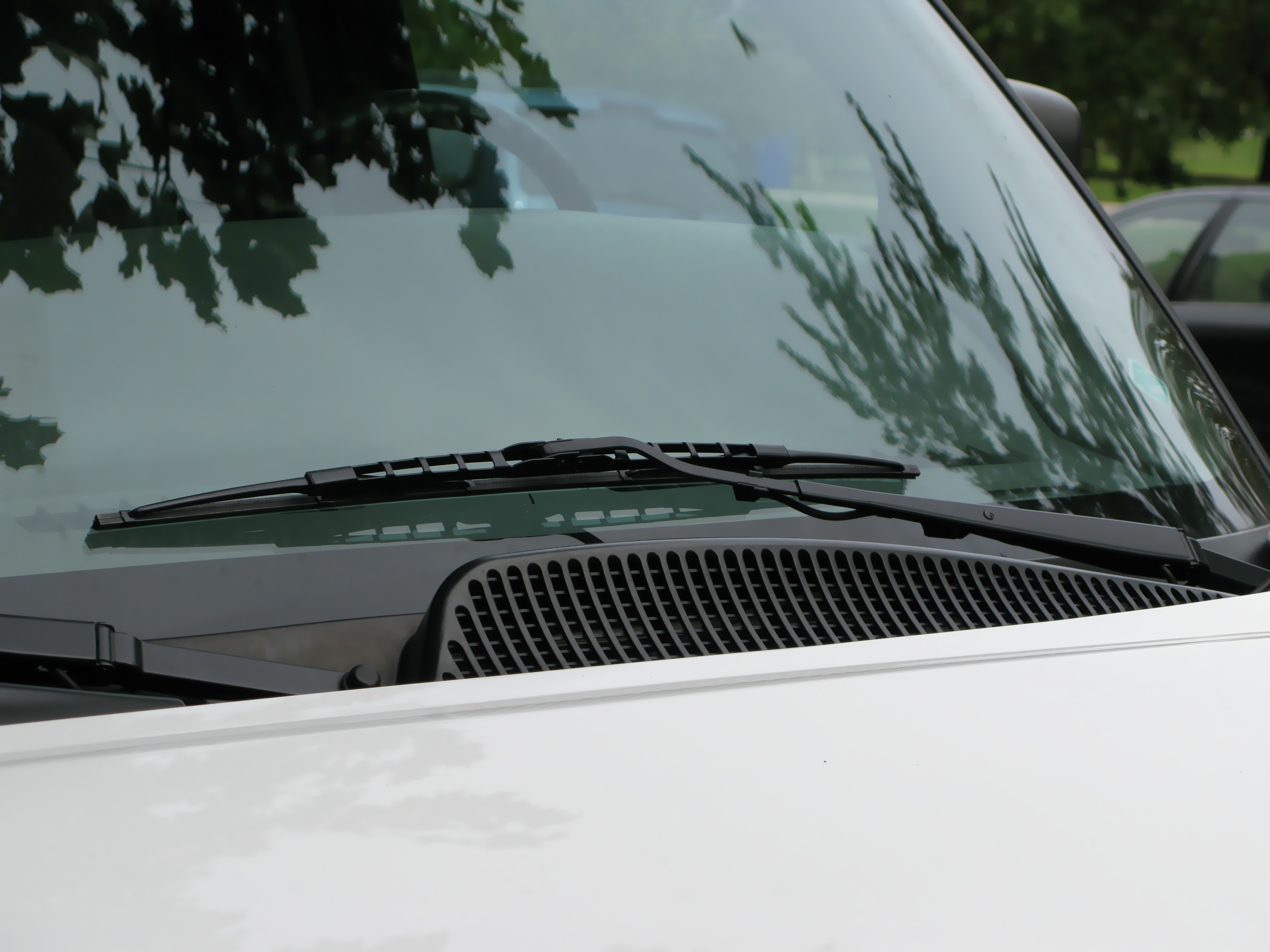
Tergicristallo di un'auto

Un tergicristallo è un dispositivo usato per eliminare dal parabrezza pioggia, neve e polvere. Ne è presente almeno uno su tutte le auto, spesso per imposizioni di legge.
I tergicristalli possono anche essere installati su altri veicoli come bus, tram, locomotive, aerei e navi.

## Storia
L'inventore J. H. Apjohn trovò per primo un metodo per muovere due spazzole su e giù su un parabrezza, nel 1903.
Si ritiene invece che Mary Anderson sia stata l'inventrice del braccio di oscillazione per il tergicristallo negli Stati Uniti, paese in cui brevettò l'idea nel 1905. Questa donna era una viaggiatrice, ma purtroppo non era in grado di guidare, perciò era sempre costretta a prendere un taxi; quando pioveva, il tassista era sempre costretto ad accostare, mentre il tassametro continuava a salire, perciò la donna ideò i tergicristalli. La novità fu vista inizialmente con diffidenza, ma diventò dotazione standard di tutte le auto americane dal 1916.
Nell'aprile 1911 il primo brevetto inglese per i tergicristalli fu registrato da Gladstone Adams di Whitley Bay. Alcuni dei primi progetti per tergicristalli sono attribuiti anche a Józef Hofmann, meglio conosciuto come pianista.
Nel 1969 apparvero sul mercato i primi tergicristalli ad intermittenza, cioè con un ritardo nell'oscillazione, che poteva essere regolabile. Robert Kearns è ritenuto l'inventore dell'intermittenza per tergicristalli: la sua paternità sull'innovazione è stata ottenuta solamente dopo una dura battaglia legale con la casa automobilistica Ford. Da questo episodio è stato tratto il film Flash of Genius.
Nel 1970 la Saab introdusse i tergifari nei suoi modelli.
Solo verso la fine del XX secolo fecero la loro comparsa i tergicristalli intelligenti, sulla Buick Park Avenue Ultra. Successivamente furono adottati anche dagli altri principali produttori.
Il simbolo che identifica il comando di azionamento del tergicristallo in un'automobile è assegnato a livello internazionale dall'ISO.

## Struttura e movimento
Un tergicristallo è costituito solitamente da:
- Braccio elemento rigido, che viene mosso dal motorino d'azionamento dei tergicristalli e sorregge il telaio della lama.

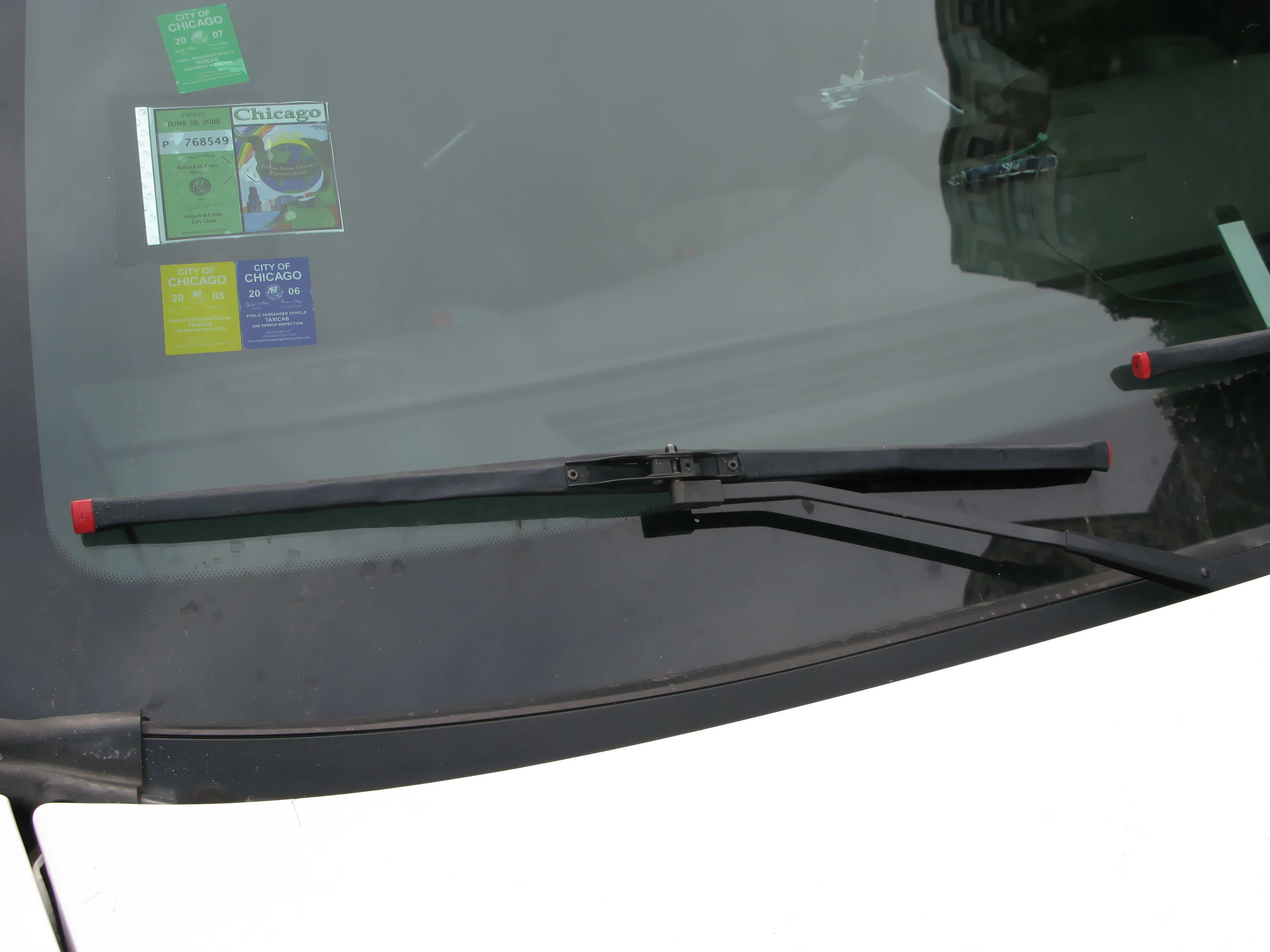
Tergicristallo con telaio senza snodi

- Telaio sorreggi lama, è la struttura che sorregge la lama, fino al 1998 era esclusivamente formata da vari elementi metallici o in materiale plastico di cui l'elemento principale era il portante e si connetteva al braccio, mentre altri elementi più piccoli del tipo a mezzaluna erano agganciati a quest'elemento portante e snodati rispetto a esso, inoltre sorreggono la lama, mentre a partire dal 1999 la Bosch ha introdotto telai senza snodi, costituiti da un solo elemento, definiti "aerotwin".
Alcuni telai, generalmente il secondo nei sistemi a due tergicristalli può essere leggermente arcuato, in modo da concentrare l'acqua al centro o ai lati durante il suo movimento.
- Lama o gommino è un elemento di gomma di varia forma, che si muove sul vetro, spingendo via l'acqua dalla superficie.

Il "telaio" accoppiato alla "lama" forma la spazzola.
La velocità è di solito regolabile e il movimento può essere selezionato tra continuo o intermittente.
La maggior parte delle auto usa due braccia "radiali" sincronizzate, mentre alcuni veicoli commerciali usano uno o più braccia pantografiche; la Mercedes-Benz ha introdotto un sistema chiamato Monoblade, in cui un solo tergicristallo si estende per avvicinarsi agli angoli e si ritrae al centro, tracciando un percorso a 'W'.
Alcune auto di grossa cilindrata sono equipaggiate con tergicristalli a scomparsa. Quando essi sono spenti un meccanismo li sposta verso l'estremo inferiore del parabrezza e li nasconde alla vista grazie alla copertura del cofano.

## Azionamento

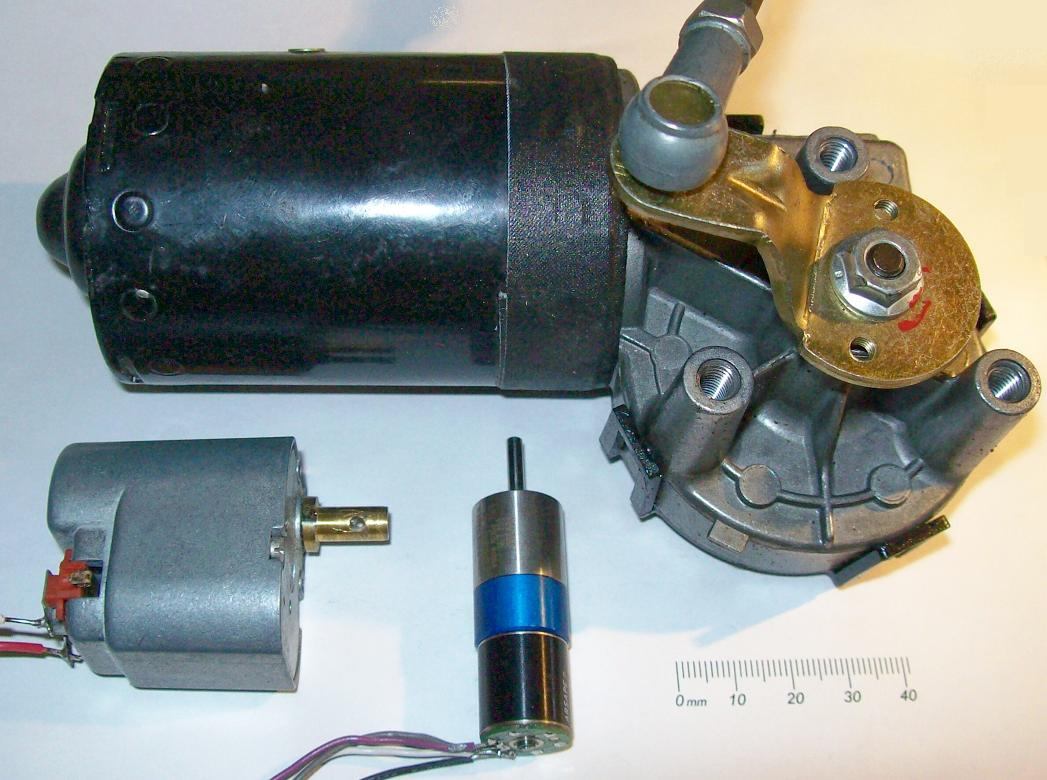
Motorino del tergicristalli

I tergicristalli possono funzionare in diversi modi, anche se la maggior parte di essi è alimentata da un motore elettrico attraverso una serie di componenti meccanici, tipicamente 2 connessioni a 4 braccia in serie o parallele. I veicoli con freni ad aria compressa alcune volte usano tergicristalli azionati ad aria, attraverso un meccanismo che porta l'aria dal sistema frenante ad un motore posizionato appena sotto il parabrezza.
La maggior parte dei tergicristalli agisce insieme al lavacristalli quando questo viene azionato, una pompa che fornisce acqua e detergente da un recipiente al parabrezza attraverso piccoli beccucci posti sul cofano o sui tergicristalli stessi (wet-arm).

## Varianti e caratteristiche
Alcune auto dispongono di:

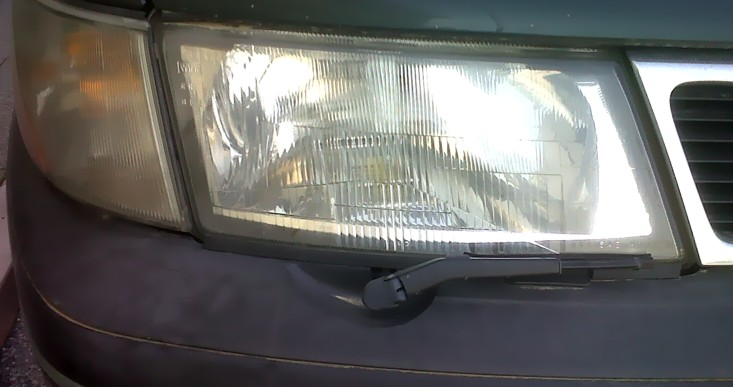
Tergifaro

- Tergifari, ma nei veicoli più moderni essi sono stati sostituiti da un semplice potente getto d'acqua.
- Tergilunotto, introdotto su alcuni veicoli a partire dagli anni settanta ed oggi utilizzato sulla maggioranza delle automobili. Fanno eccezione le berline a tre volumi (con lunotto fisso, non facente parte del portellone del bagagliaio), che ne sono quasi sempre sprovviste (in rari casi viene offerto come optional).
- Tergicristalli intelligenti (automatici), al giorno d'oggi diverse auto possiedono questo dispositivo che rileva la presenza di pioggia attraverso un apposito sensore e automaticamente attiva e disattiva i tergicristalli e ne regola la velocità in relazione all'intensità della pioggia.

Gli accorgimenti che sono stati fatti sui tergicristalli sono:
- Deflettore o Spoiler, ha effetto ad alte velocità e serve a mantenere la spazzola il più aderente possibile al parabrezza, migliorandone il potere tergente.
- Guida antiflessione, nei tergicristalli con spazzole molto ampie può verificarsi il problema della flessione delle stesse rispetto al braccio del tergicristalli, questo oltre a conferire un movimento a scatti della spazzola, può comportare una pulizia imperfetta, tale sistema di guida evita tale inconveniente
- Grafite, riduce l'attrito tra lama e parabrezza, migliorando la scorrevolezza, riducendo il rumore, riducendo il consumo e conferire un movimento più liscio, quest'accorgimento è stato adottato per via dei parabrezza che nel corso degli anni hanno assunto misure sempre maggiori.

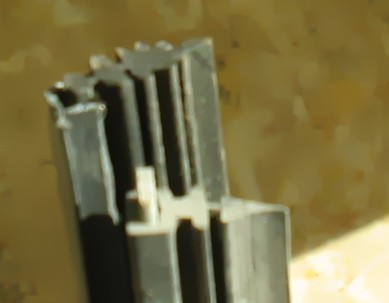
Due differenti tipi di spazzole tergicristallo, plurilembo in alto e monolembo (tradizionale) in basso

- Multiprofilo o plurilembo, la lama del tergicristallo non ha un unico profilo che elimina l'acqua e lo sporco, ma più lame, il che permette una maggiore vita e capacità pulente della stessa.

Inoltre alcuni comportamenti che possono permettere di evitare dei danni:
- Sollevamento, in caso di nevicate, la neve non si deposita sopra le spazzole e non le spinge verso il basso forzando l'asta del tergicristallo
- Posizione verticale, durante il lavaggio nell'autolavaggio automatico, questa posizione rispetto alla standard (orizzontale) evita che le setole che lavano il mezzo facciano forza sui tergicristalli.

## Manutenzione
La manutenzione dei tergicristalli può essere del tipo:
- Sostituzione della lama, in questo caso si sostituisce solo la lama, lasciando il telaio che la sorregge.
- Sostituzione della spazzola, in questo caso si sostituisce sia la lama che il telaio.

Questa deve essere effettuata quando la lama si sia invecchiata e non riesca più ad eseguire il suo lavoro, visto che con il tempo si usura e s'irrigidisce, per quest'ultima evenienza si può leggermente correggere con la rotazione della lama sul telaio del tergicristallo, il che permette d'allungare leggermente la vita alla lama.